# Witness: The Tour
Il Witness: The Tour è stato il quarto tour musicale della cantautrice statunitense Katy Perry, a supporto del suo quarto album in studio Witness (2017).
Il tour è iniziato il 19 settembre 2017 a Montréal e, dopo aver visitato Nord America, Sud America, Asia, Europa ed
Africa, è terminato ad Auckland, in Oceania, il 21 agosto 2018. Con questo tour la cantante si è esibita per la prima volta negli Emirati Arabi Uniti, il 31 dicembre 2017 ad Abu Dhabi, e in Sudafrica, il 18, il 20 e il 21 luglio 2018 a Johannesburg.

## Antefatti
La cantante annunciò il 15 maggio 2017, attraverso i suoi social network, che il suo nuovo album, Witness, sarebbe stato rilasciato il 9 giugno 2017 e che il tour annesso sarebbe cominciato negli Stati Uniti a settembre dello stesso anno. 
La cantautrice ha anche annunciato che avrebbe donato in beneficenza un dollaro per ogni biglietto venduto.
Il 2 giugno 2017 sono state rese pubbliche le date europee. La prevendita dei biglietti è iniziata attraverso il circuito online Songkick il 7 giugno 2017 e la vendita generale è stata aperta il 9 giugno 2017.

## Sinossi

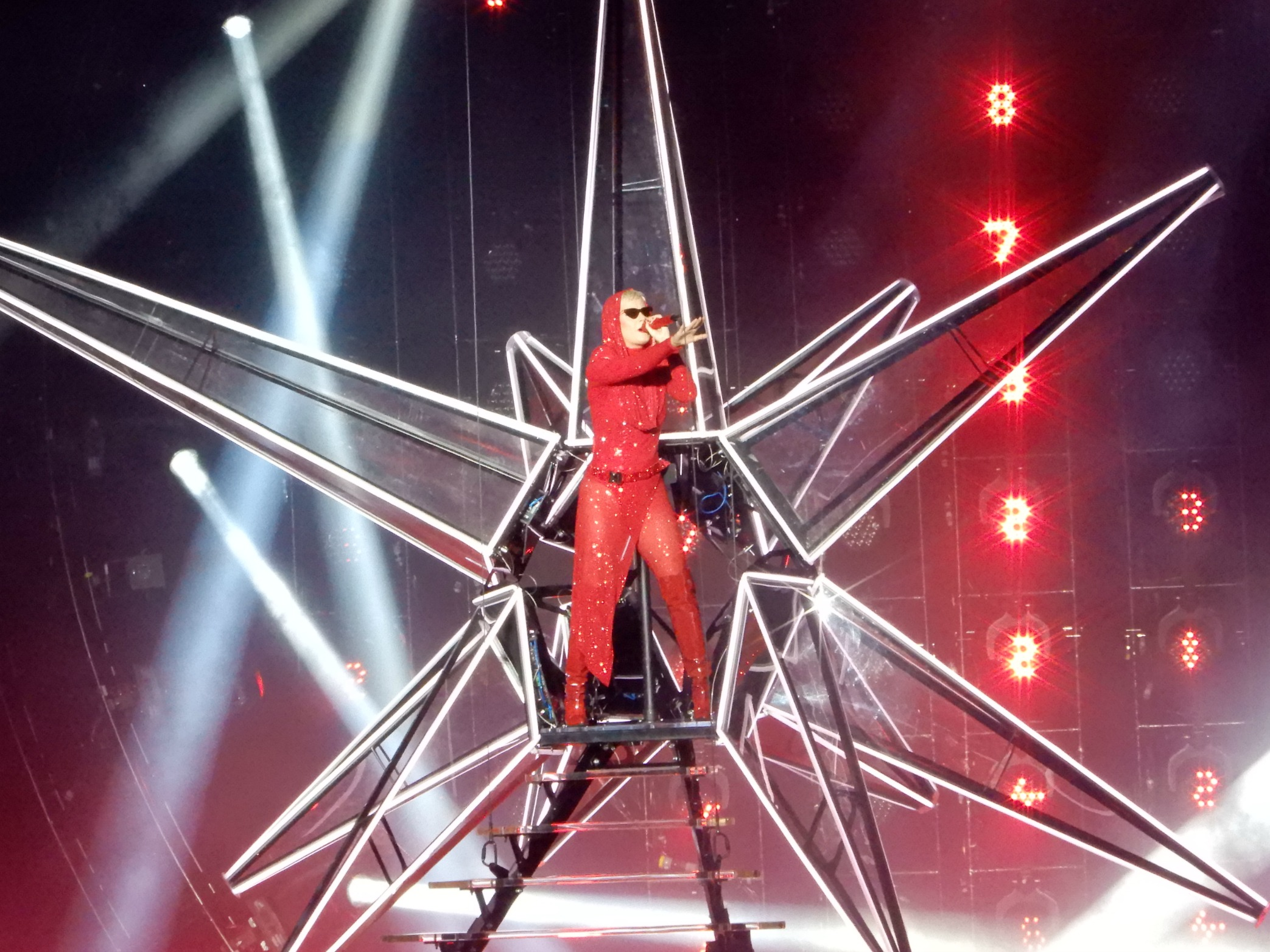
Katy Perry esegue Witness nella data di New York

Lo show inizia con una breve introduzione chiamata In the Space, che mostra il video di un viaggio virtuale nello spazio, al termine di questo Perry entra in scena sopra una piattaforma volante, simile ad una stella, cantando il ritornello di Witness. La cantante scende poi dalla piattaforma e sul palco appaiono dei dadi giganti: la cantante esegue così Roulette. In seguito ad una breve intro musicale, arrivano sul palco delle ballerine vestite di rosso e l'artista esegue Dark Horse, su un pavimento mobile. La sezione si conclude con Chained to the Rhythm contenente un nuovo finale remixato.
La seconda sezione si apre con un breve video che mostra alcune foto della cantante da bambina, accompagnate da un orologio che scorre al contrario. Nel frattempo la band esegue una brevissima versione di Act My Age. Katy torna in scena ed esegue Teenage Dream con delle ballerine vestite di giallo, rosa e blu. Alla termine del brano, dopo un breve interazione di presentazione col pubblico, l'artista imbraccia una chitarra elettrica ed esegue un medley di Hot N Cold e Last Friday Night insieme a due ballerini vestiti da fenicotteri e alla partecipazione delle coriste, che cantano e ballano insieme all'artista. Una breve Intro a suon di batteria introduce California Gurls, che l'artista esegue accompagnata dalla coreografia di alcune ballerine che indossano alcuni degli abiti più celebri sfoggiati dalla cantante alcuni anni prima e un ballerino vestito da squalo, come riferimento alla sua performance del Super Bowl. L'ultima canzone di questa sezione è una versione remix di I Kissed a Girl, eseguita con l'ausilio di una bocca gigante alle spalle dell'artista, e dei ballerini travestiti da "bocche con un occhio dentro", chiaro riferimento alla copertina dell'album della cantante: Witness.

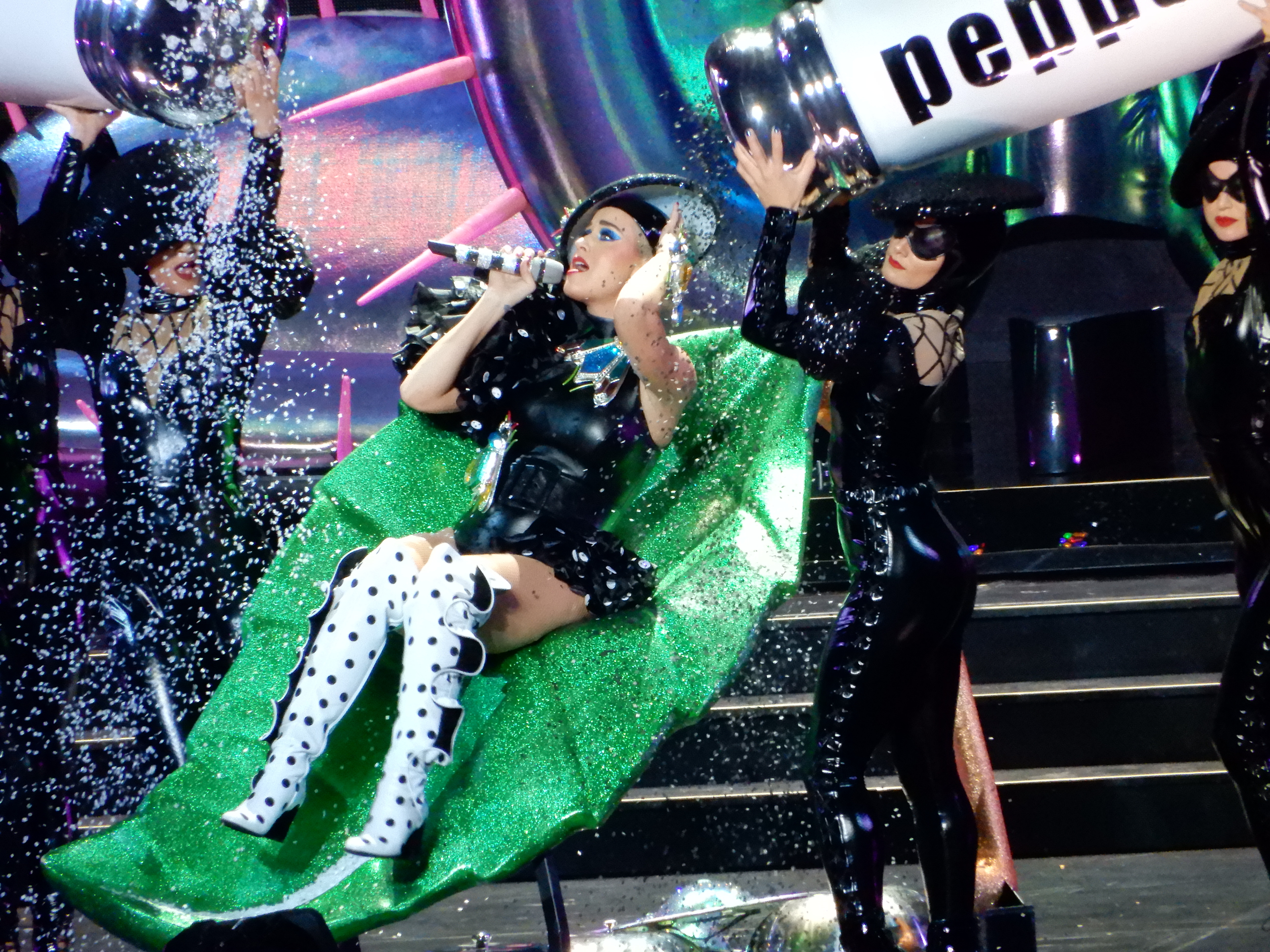
Katy Perry mentre esegue Bon Appétit

La terza sezione inizia con un video, chiamato Celestial Body, che mostra l’artista fluttuare in uno sfondo pieno di rose rosse. Successivamente, delle finte rose e piante carnivore appaiono sul palco. La cantante torna in scena indossando uno stravagante abito in lattice, per eseguire Déjà Vu, seguita da Tsunami. Per E.T., i ballerini sono vestiti di nero e uno ha braccia e gambe esageratamente lunghe. Chiude questa sezione Bon Appétit, che contiene elementi di What Have You Done for Me Lately di Janet Jackson. Durante l'esecuzione del brano, delle ballerine travestite da cameriere fingono di condire la cantante.
La sessione acustica dello show viene introdotta dal brano Mind Maze, utilizzato come brano interludio, e da un ballerino che esegue alcune acrobazie su una gigante palla luminosa. Perry appare sopra un finto Saturno e, sospesa in aria, esegue Wide Awake (solo in alcune date) e Thinking of You, imbracciando una chitarra. La cantante atterra poi in un secondo piccolo palco a forma di goccia, o meglio conosciuto come Drop Zone. A questo punto, in date selezionate, veniva eseguito un determinato brano. Infatti, la Perry eseguì brani come Save as Draft , Into Me You See o Unconditionally. Questi ultimi due brani potevano direttamente rimpiazzare Thinking of You o essere eseguiti dopo di essa. Successivamente, l'artista invita almeno un fan sul palco e interagisce con quest'ultimo, scattandosi una foto e parlandoci. Esegue poi Power: tantissimi laser iniziano ad illuminare il palco, mentre la cantante viene sollevata in aria tramite una piccola piattaforma. 

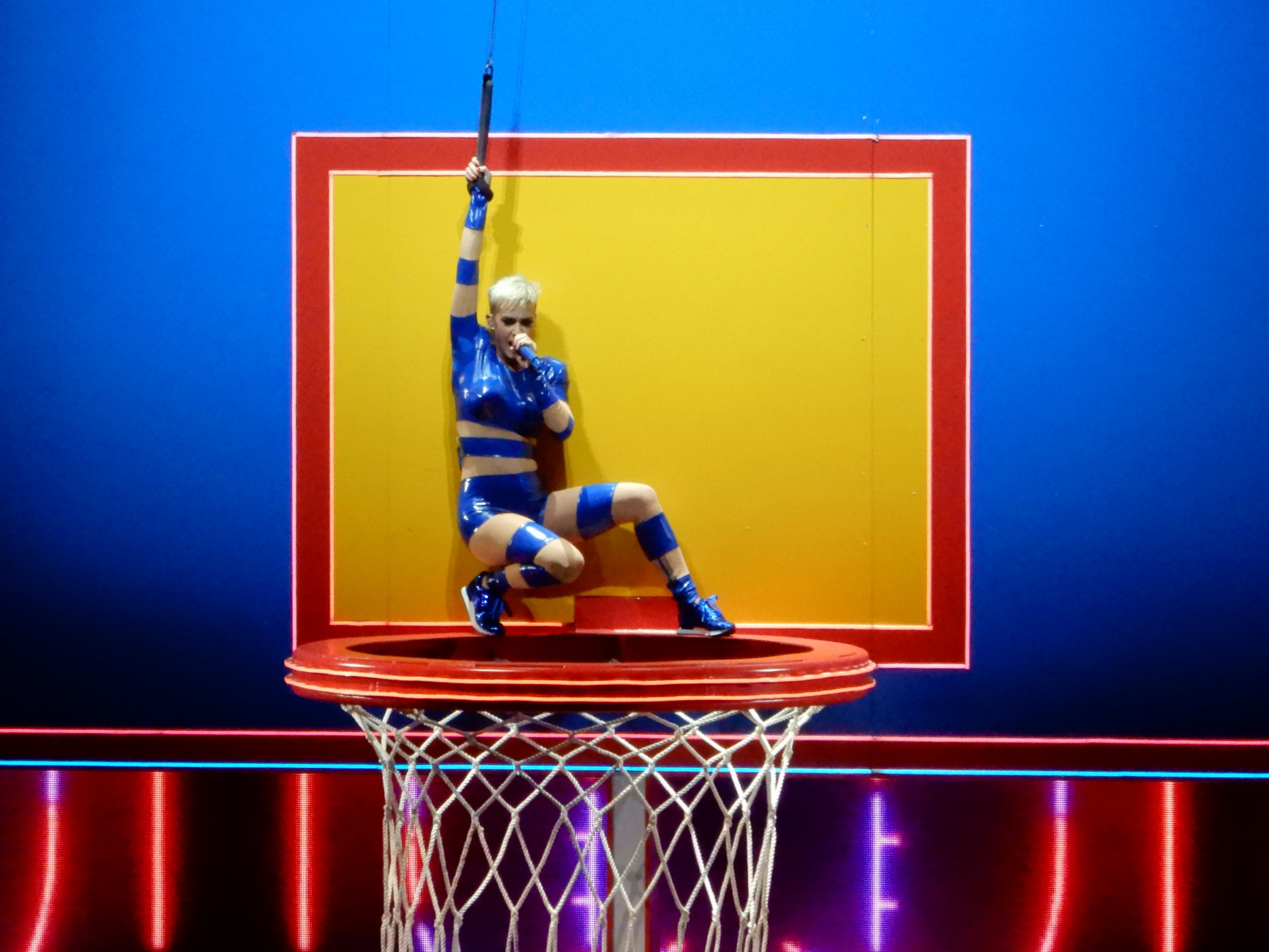
Katy Perry durante l'esibizione di Swish Swish

L'ultima sezione si apre con un video interludio chiamato Motorcyclist. A questo punto, in alcune date nordamericane, Perry torna in scena con un abito blu scuro, per eseguire Hey Hey Hey. Il brano seguente è una nuova versione di Part of Me, che è seguita da Swish Swish. Durante quest'ultima, Perry invita un fan sul palco e lo sfida a fare dei tiri di pallacanestro, per poi concludere con una coreografia su dei trampolini. A partire dalle date sudamericane, la coreografia venne sostituita da una presentazione dei ballerini. A questo punto Perry esegue Roar, al termine della quale i ballerini fanno un inchino conclusivo.
Per l'encore, Perry riappare un'ultima volta in scena sopra un pendolo gigante ed esegue Pendulum mentre vola sul pubblico. Al termine del brano, la cantante atterra sopra una mano gigante ed esegue una nuova versione di Firework accompagnata dai fuochi d'artificio. Quando il brano termina, la cantante saluta il pubblico e sparisce all'interno della mano stessa, concludendo così lo show.

## Scaletta
Intro: In the Space (contiene elementi di Witness, California Gurls e I Kissed a Girl)
1. Witness
2. Roulette
3. Dark Horse
4. Chained to the Rhythm

Interlude: Act My Age
1. Teenage Dream
2. Medley: Hot n Cold / Last Friday Night (T.G.I.F.)
3. California Gurls
4. I Kissed a Girl (remix)

Interlude: Celestial Body
1. Déjà Vu
2. Tsunami
3. E.T.
4. Bon Appétit (contiene elementi di What Have You Done for Me Lately)

Interlude: Mind Maze
1. Wide Awake (eseguita alcune volte dal 4 dicembre 2017)
2. Thinking of You
3. Save as Draft (non sempre eseguita)
4. Power

Interlude: Motorcyclist
1. Hey Hey Hey (solo in Nord America)
2. Part of Me
3. Swish Swish
4. Roar (contiene elementi di It's A Hard-Knock Life)

Encore
1. Pendulum (eseguita dal 3 maggio 2018)
2. Firework

### Variazioni della scaletta
- In alcune date nordamericane venne eseguita Hey Hey Hey.
- Nella data di New York del 6 ottobre 2017, la cantante ha eseguito una versione acustica di Part of Me dedicandola alle persone decedute a seguito della tragica sparatoria avvenuta a Las Vegas il 1º ottobre 2017.
- A partire dalla data di Milwaukee del 4 dicembre 2017, venne eseguita, in date selezionate, Wide Awake.
- Nelle due date di Abu Dhabi e Santa Barbara, il 31 dicembre 2017 e il 19 maggio 2018, Roulette non venne eseguita per via delle ridotte dimensioni del palco.
- A partire dalla prima data di Città del Messico, il 3 maggio 2018, venne eseguita Pendulum.
- Nella data di Manchester, il 22 giugno 2018, Katy Perry eseguì By The Grace of God, dedicandola alle vittime dell'attentato.
- Nella data di Newcastle upon Tyne, il 25 giugno 2018, Katy Perry eseguì una breve versione a cappella di The One That Got Away.
- Nella data di Bologna, il 2 giugno 2018, Katy Perry eseguì Unconditionally a grande richiesta del pubblico e per farsi perdonare da un problema tecnico che non le ha permesso di raggiungere il palchetto della Drop Zone.
- Nella data di Barcellona, il 28 giugno 2018, Katy Perry eseguì una cover di One of Us, brano di Joan Osborne.
- Nella data di Lisbona, il 30 giugno 2018, Tsunami non venne eseguita.
- In date selezionate, per esempio quella di Tokyo o di Bologna, vennero eseguiti brani come Save as Draft, Unconditionally o Into Me You See che sostituivano il brano Thinking of You o venivano comunque eseguiti dopo di essa.
- Nella data di Taipei, il 4 aprile 2018, e in quella di Guadalajara, l’11 maggio 2018, Katy Perry eseguì una breve versione a cappella di Rise, mai eseguita prima d’ora durante il tour.

## Curiosità
- Nella seconda data di Chicago, il 25 ottobre 2017, in occasione del compleanno di Katy Perry, le venne dedicata Tanti auguri a te e i genitori la raggiunsero sul palco in alcuni momenti dello show.
- Nella data di Rio de Janeiro, il 18 marzo 2018, Katy Perry dedicò Unconditionally a Marielle Franco, un'attivista politica e per i diritti umani uccisa brutalmente una settimana prima del concerto. In seguito diede le condoglianze ai parenti di quest'ultima.
- Nelle date sudamericane e asiatiche, per via delle dimensioni degli spazi dove si svolgevano gli show, Katy Perry entrò in scena dal termine della passerella e non dallo schermo, come invece avvenne nelle altre date.
- Nella data di Zurigo, il 1 giugno 2018, Swish Swish venne chiamata Swiss Swish, facendo apparire il nuovo titolo anche sullo schermo.
- Le ultime due date della tappa Nord Americana a Vancouver, 5 e 6 febbraio 2018, sono state videoregistrate professionalmente.

## Artisti d'apertura

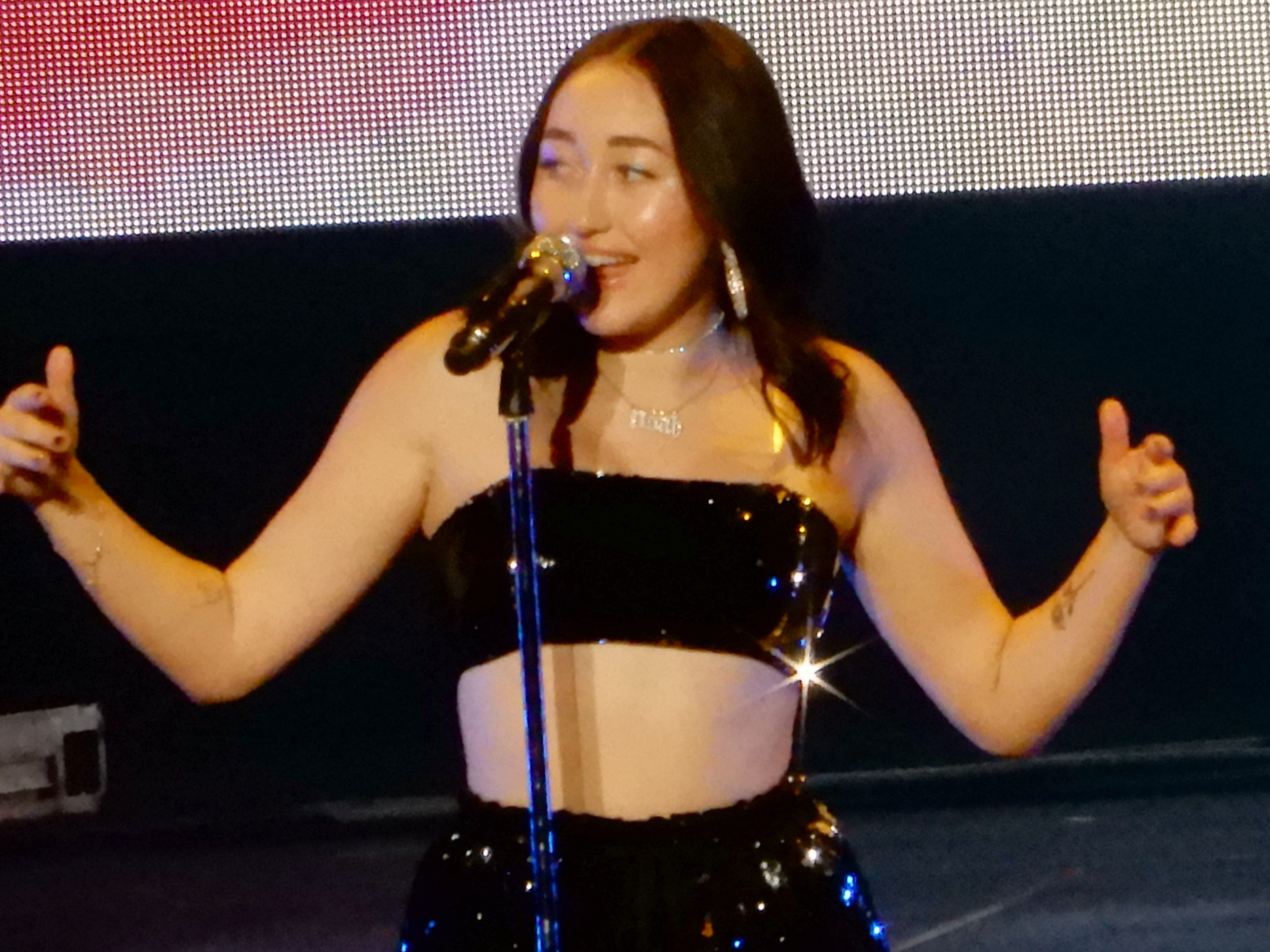
Noah Cyrus durante l'apertura del concerto di Katy Perry a New York

La seguente lista rappresenta il numero correlato agli artisti d'apertura nella tabella delle date del tour.
- Noah Cyrus = 1
- Purity Ring = 2
- Martin Avari = 3
- Carly Rae Jepsen = 4
- Augusto Schuster = 5
- Lali = 6
- Valéria = 7
- Bebe Rexha = 8

- Zedd = 9
- India Carney = 10
- CYN = 11
- Tove Styrke = 12
- Hailee Steinfeld = 13
- The Doll = 14
- Elle Ball = 15
- Starley = 16

## Date
| Data              | Città               | Stato               | Luogo                           | Artisti d'apertura | Pubblico        | Incasso      |
| Nord America      | Nord America        | Nord America        | Nord America                    | Nord America       | Nord America    | Nord America |
| ----------------- | ------------------- | ------------------- | ------------------------------- | ------------------ | --------------- | ------------ |
| 19 settembre 2017 | Montréal            | Canada              | Centre Bell                     | 1                  | N.D.            | N.D.         |
| 21 settembre 2017 | Uncasville          | Stati Uniti         | Mohegan Sun Arena               | 1                  | 6.334 / 6.554   | $1.704.881   |
| 22 settembre 2017 | Pittsburgh          | Stati Uniti         | PPG Paints Arena                | 1                  | 8.577 / 12.163  | $752.651     |
| 24 settembre 2017 | Columbus            | Stati Uniti         | Schottenstein Center            | 1                  | N.D.            | N.D.         |
| 25 settembre 2017 | Washington          | Stati Uniti         | Capital One Arena               | 1                  | N.D.            | N.D.         |
| 29 settembre 2017 | Boston              | Stati Uniti         | TD Garden                       | 1                  | N.D.            | N.D.         |
| 30 settembre 2017 | Boston              | Stati Uniti         | TD Garden                       | 1                  | N.D.            | N.D.         |
| 2 ottobre 2017    | New York            | Stati Uniti         | Madison Square Garden           | 1                  | 21.688 / 22.667 | $2.618.095   |
| 6 ottobre 2017    | New York            | Stati Uniti         | Madison Square Garden           | 1                  | 21.688 / 22.667 | $2.618.095   |
| 8 ottobre 2017    | Newark              | Stati Uniti         | Prudential Center               | 1                  | 10.067 / 11.307 | $1.118.597   |
| 9 ottobre 2017    | Québec              | Canada              | Videotron Centre                | 1                  | 11.798 / 12.700 | $996.542     |
| 11 ottobre 2017   | Brooklyn            | Stati Uniti         | Barclays Center                 | 1                  | 9.055 / 11.712  | $1.002.705   |
| 12 ottobre 2017   | Filadelfia          | Stati Uniti         | Wells Fargo Center              | 1                  | N.D.            | N.D.         |
| 16 ottobre 2017   | Louisville          | Stati Uniti         | KFC Yum! Center                 | 1                  | 9.192 / 12.433  | $689.988     |
| 18 ottobre 2017   | Nashville           | Stati Uniti         | Bridgestone Arena               | 1                  | 8.276 / 8.868   | $695.458     |
| 22 ottobre 2017   | Saint Louis         | Stati Uniti         | Scottrade Center                | 1                  | N.D.            | N.D.         |
| 24 ottobre 2017   | Chicago             | Stati Uniti         | United Center                   | 1                  | N.D.            | N.D.         |
| 25 ottobre 2017   | Chicago             | Stati Uniti         | United Center                   | 1                  | N.D.            | N.D.         |
| 27 ottobre 2017   | Kansas City         | Stati Uniti         | Sprint Center                   | 1                  | 8.507 / 10.350  | $820.925     |
| 31 ottobre 2017   | Toronto             | Canada              | Air Canada Centre               | 1                  | N.D.            | N.D.         |
| 1º novembre 2017  | Toronto             | Canada              | Air Canada Centre               | 1                  | N.D.            | N.D.         |
| 7 novembre 2017   | Los Angeles         | Stati Uniti         | Staples Center                  | 2                  | N.D.            | N.D.         |
| 8 novembre 2017   | Los Angeles         | Stati Uniti         | Staples Center                  | 2                  | N.D.            | N.D.         |
| 10 novembre 2017  | Los Angeles         | Stati Uniti         | Staples Center                  | 2                  | N.D.            | N.D.         |
| 14 novembre 2017  | San Jose            | Stati Uniti         | SAP Center                      | 2                  | 10.770 / 11.798 | $1.211.375   |
| 24 novembre 2017  | Salt Lake City      | Stati Uniti         | Vivint Smart Home Arena         | 2                  | N.D.            | N.D.         |
| 26 novembre 2017  | Denver              | Stati Uniti         | Pepsi Center                    | 2                  | 9.340 / 10.198  | $1.097.949   |
| 28 novembre 2017  | Omaha               | Stati Uniti         | CenturyLink Center Omaha        | 2                  | 10.017 / 11.965 | $769.168     |
| 29 novembre 2017  | Tulsa               | Stati Uniti         | BOK Center                      | 2                  | 10.243 / 11.208 | $672.842     |
| 1º dicembre 2017  | Saint Paul          | Stati Uniti         | Xcel Energy Center              | 2                  | N.D.            | N.D.         |
| 2 dicembre 2017   | Des Moines          | Stati Uniti         | Wells Fargo Arena               | 2                  | N.D.            | N.D.         |
| 4 dicembre 2017   | Milwaukee           | Stati Uniti         | BMO Harris Bradley Center       | 2                  | N.D.            | N.D.         |
| 6 dicembre 2017   | Detroit             | Stati Uniti         | Little Caesars Arena            | 2                  | 11.475 / 11.475 | $895.084     |
| 7 dicembre 2017   | Grand Rapids        | Stati Uniti         | Van Andel Arena                 | 2                  | N.D.            | N.D.         |
| 9 dicembre 2017   | Indianapolis        | Stati Uniti         | Bankers Life Fieldhouse         | 2                  | 9.595 / 9.595   | $871.077     |
| 10 dicembre 2017  | Cleveland           | Stati Uniti         | Quicken Loans Arena             | 2                  | 8.744 / 11.374  | $896.760     |
| 12 dicembre 2017  | Atlanta             | Stati Uniti         | Philips Arena                   | 2                  | 8.782 / 10.580  | $950.017     |
| 15 dicembre 2017  | Tampa               | Stati Uniti         | Amalie Arena                    | 2                  | 9.334 / 11.555  | $981.256     |
| 17 dicembre 2017  | Orlando             | Stati Uniti         | Amway Center                    | 2                  | 10.071 / 11.294 | $1.145.356   |
| 20 dicembre 2017  | Miami               | Stati Uniti         | American Airlines Arena         | 2                  | 12.754 / 12.754 | $1.570.092   |
| Asia              |                     |                     |                                 |                    |                 |              |
| 31 dicembre 2017  | Abu Dhabi           | Emirati Arabi Uniti | du Arena                        | 3                  | N.D.            | N.D.         |
| Nord America      |                     |                     |                                 |                    |                 |              |
| 5 gennaio 2018    | New Orleans         | Stati Uniti         | Smoothie King Center            | 4                  | N.D.            | N.D.         |
| 7 gennaio 2018    | Houston             | Stati Uniti         | Toyota Center                   | 4                  | 9.655 / 10.432  | $1.139.385   |
| 10 gennaio 2018   | San Antonio         | Stati Uniti         | AT&T Center                     | 4                  | 12.637 / 12.637 | $956.673     |
| 12 gennaio 2018   | North Little Rock   | Stati Uniti         | Verizon Arena                   | 4                  | 10.270 / 12.000 | $793.991     |
| 14 gennaio 2018   | Dallas              | Stati Uniti         | American Airlines Center        | 4                  | 11.341 / 11.341 | $1.455.098   |
| 19 gennaio 2018   | Glendale            | Stati Uniti         | Gila River Arena                | 4                  | N.D.            | N.D.         |
| 20 gennaio 2018   | Las Vegas           | Stati Uniti         | T-Mobile Arena                  | 4                  | 12.944 / 13.947 | $1.230.517   |
| 31 gennaio 2018   | Sacramento          | Stati Uniti         | Golden 1 Center                 | 4                  | 10.635 / 11.024 | $1.206.081   |
| 2 febbraio 2018   | Portland            | Stati Uniti         | Moda Center                     | 4                  | 11.756 / 12.530 | $1.144.786   |
| 3 febbraio 2018   | Tacoma              | Stati Uniti         | Tacoma Dome                     | 4                  | 17.136 / 17.970 | $1.436.723   |
| 5 febbraio 2018   | Vancouver           | Canada              | Rogers Arena                    | 4                  | 22.888 / 24.843 | $1.761.537   |
| 6 febbraio 2018   | Vancouver           | Canada              | Rogers Arena                    | 4                  | 22.888 / 24.843 | $1.761.537   |
| Sud America       |                     |                     |                                 |                    |                 |              |
| 8 marzo 2018      | Santiago del Cile   | Cile                | Pista di atletica               | 5                  | 15.336 / 22.191 | $1.409.543   |
| 11 marzo 2018     | Buenos Aires        | Argentina           | Club Ciudad                     | 6                  | 11.369 / 13.308 | $999.068     |
| 14 marzo 2018     | Porto Alegre        | Brasile             | Arena do Grêmio                 | 7 ; 8              | 13.989 / 14.707 | $1.161.742   |
| 17 marzo 2018     | San Paolo           | Brasile             | Allianz Parque                  | 8                  | 37.284 / 37.284 | $2.926.354   |
| 18 marzo 2018     | Rio de Janeiro      | Brasile             | Praça da Apoteose               | 8                  | 11.888 / 13.509 | $808.049     |
| 21 marzo 2018     | Lima                | Perù                | Jockey Club Parcela H           | 8                  | 8.036 / 9.136   | $653.722     |
| Asia              |                     |                     |                                 |                    |                 |              |
| 27 marzo 2018     | Saitama             | Giappone            | Saitama Super Arena             | N.D.               | N.D.            | N.D.         |
| 28 marzo 2018     | Saitama             | Giappone            | Saitama Super Arena             | N.D.               | N.D.            | N.D.         |
| 30 marzo 2018     | Hong Kong           | Hong Kong           | AsiaWorld–Arena                 | N.D.               | N.D.            | N.D.         |
| 2 aprile 2018     | Pasay               | Filippine           | Mall of Asia Arena              | N.D.               | N.D.            | N.D.         |
| 4 aprile 2018     | Taipei              | Taiwan              | Taipei Arena                    | N.D.               | N.D.            | N.D.         |
| 6 aprile 2018     | Seul                | Corea del Sud       | Gocheok Sky Dome                | N.D.               | N.D.            | N.D.         |
| 8 aprile 2018     | Singapore           | Singapore           | Indoor Stadium                  | 9                  | N.D.            | N.D.         |
| 10 aprile 2018    | Bangkok             | Thailandia          | IMPACT Arena                    | 10                 | N.D.            | N.D.         |
| 14 aprile 2018    | Giacarta            | Indonesia           | Indonesia Convention Exhibition | N.D.               | N.D.            | N.D.         |
| Nord America      |                     |                     |                                 |                    |                 |              |
| 3 maggio 2018     | Città del Messico   | Messico             | Arena Ciudad de México          | 11                 | 44.000 / 44.000 | $2.872.249   |
| 4 maggio 2018     | Città del Messico   | Messico             | Arena Ciudad de México          | 11                 | 44.000 / 44.000 | $2.872.249   |
| 8 maggio 2018     | Monterrey           | Messico             | Arena Monterrey                 | 11                 | 29.000 / 29.000 | $1.722.614   |
| 9 maggio 2018     | Monterrey           | Messico             | Arena Monterrey                 | 11                 | 29.000 / 29.000 | $1.722.614   |
| 11 maggio 2018    | Guadalajara         | Messico             | Arena VFG                       | 11                 | 10.359 / 10.445 | $1.093.943   |
| 19 maggio 2018    | Santa Barbara       | Stati Uniti         | Santa Barbara Bowl              | –                  | –               | –            |
| Europa            |                     |                     |                                 |                    |                 |              |
| 23 maggio 2018    | Colonia             | Germania            | Lanxess Arena                   | 12                 | 15.311 / 15.314 | $1.330.383   |
| 24 maggio 2018    | Anversa             | Belgio              | Sportpaleis                     | 12                 | 15.025 / 21.171 | $1.255.551   |
| 26 maggio 2018    | Amsterdam           | Paesi Bassi         | Ziggo Dome                      | 12                 | N.D.            | N.D.         |
| 27 maggio 2018    | Amsterdam           | Paesi Bassi         | Ziggo Dome                      | 12                 | N.D.            | N.D.         |
| 29 maggio 2018    | Parigi              | Francia             | AccorHotels Arena               | 12                 | 29.647 / 30.921 | $2.841.439   |
| 30 maggio 2018    | Parigi              | Francia             | AccorHotels Arena               | 12                 | 29.647 / 30.921 | $2.841.439   |
| 1º giugno 2018    | Zurigo              | Svizzera            | Hallenstadion                   | 12                 | 12.000 / 12.000 | $1.046.880   |
| 2 giugno 2018     | Casalecchio di Reno | Italia              | Unipol Arena                    | 12                 | 12.706 / 12.706 | $1.134.752   |
| 4 giugno 2018     | Vienna              | Austria             | Wiener Stadthalle               | 12                 | N.D.            | N.D.         |
| 6 giugno 2018     | Berlino             | Germania            | Mercedes-Benz Arena             | 12                 | N.D.            | N.D.         |
| 8 giugno 2018     | Copenaghen          | Danimarca           | Royal Arena                     | 12                 | N.D.            | N.D.         |
| 10 giugno 2018    | Stoccolma           | Svezia              | Ericsson Globe                  | 12                 | N.D.            | N.D.         |
| 14 giugno 2018    | Londra              | Inghilterra         | The O2 Arena                    | 13                 | 25.913 / 29.609 | $2.194.680   |
| 15 giugno 2018    |                     | Inghilterra         | The O2 Arena                    | 13                 | 25.913 / 29.609 | $2.194.680   |
| 18 giugno 2018    | Birmingham          | Inghilterra         | Arena Birmingham                | 13                 | 9.264 / 11.182  | $835.564     |
| 19 giugno 2018    | Sheffield           | Inghilterra         | FlyDSA Arena                    | 13                 | 6.423 / 9.251   | $500.720     |
| 21 giugno 2018    | Liverpool           | Inghilterra         | Echo Arena Liverpool            | 13                 | 6.565 / 9.309   | $509.738     |
| 22 giugno 2018    | Manchester          | Inghilterra         | Manchester Arena                | 13                 | 10.558 / 11.607 | $860.252     |
| 24 giugno 2018    | Glasgow             | Scozia              | The SSE Hydro                   | 13                 | 11.274 / 11.453 | $911.064     |
| 25 giugno 2018    | Newcastle upon Tyne | Inghilterra         | Metro Radio Arena               | 13                 | 5.715 / 9.511   | $450.802     |
| 28 giugno 2018    | Barcellona          | Spagna              | Palau Sant Jordi                | 13                 | N.D.            | N.D.         |
| 30 giugno 2018    | Lisbona             | Portogallo          | Parque da Bela Vista            | –                  | –               | –            |
| Africa            |                     |                     |                                 |                    |                 |              |
| 18 luglio 2018    | Johannesburg        | Sudafrica           | Ticketpro Dome                  | 17                 | 39.616 / 40.955 | $2.724.946   |
| 20 luglio 2018    | Johannesburg        | Sudafrica           | Ticketpro Dome                  | 17                 | 39.616 / 40.955 | $2.724.946   |
| 21 luglio 2018    | Johannesburg        | Sudafrica           | Ticketpro Dome                  | 17                 | 39.616 / 40.955 | $2.724.946   |
| Oceania           |                     |                     |                                 |                    |                 |              |
| 24 luglio 2018    | Perth               | Australia           | Perth Arena                     | N.D.               | 22.633 / 22.992 | $1.978.590   |
| 25 luglio 2018    | Perth               | Australia           | Perth Arena                     | N.D.               | 22.633 / 22.992 | $1.978.590   |
| 28 luglio 2018    | Adelaide            | Australia           | Adelaide Entertainment Centre   | N.D.               | N.D.            | N.D.         |
| 30 luglio 2018    | Adelaide            | Australia           | Adelaide Entertainment Centre   | N.D.               | N.D.            | N.D.         |
| 31 luglio 2018    | Adelaide            | Australia           | Adelaide Entertainment Centre   | N.D.               | N.D.            | N.D.         |
| 2 agosto 2018     | Melbourne           | Australia           | Rod Laver Arena                 | N.D.               | 31.834 / 45.001 | $3.390.085   |
| 3 agosto 2018     | Melbourne           | Australia           | Rod Laver Arena                 | N.D.               | 31.834 / 45.001 | $3.390.085   |
| 5 agosto 2018     | Melbourne           | Australia           | Rod Laver Arena                 | N.D.               | 31.834 / 45.001 | $3.390.085   |
| 8 agosto 2018     | Brisbane            | Australia           | Brisbane Entertainment Centre   | N.D.               | 16.882 / 18.749 | $1.836.124   |
| 10 agosto 2018    | Brisbane            | Australia           | Brisbane Entertainment Centre   | N.D.               | 16.882 / 18.749 | $1.836.124   |
| 13 agosto 2018    | Sydney              | Australia           | Qudos Bank Arena                | N.D.               | N.D.            | N.D.         |
| 14 agosto 2018    | Sydney              | Australia           | Qudos Bank Arena                | N.D.               | N.D.            | N.D.         |
| 16 agosto 2018    | Sydney              | Australia           | Qudos Bank Arena                | N.D.               | N.D.            | N.D.         |
| 17 agosto 2018    | Sydney              | Australia           | Qudos Bank Arena                | N.D.               | N.D.            | N.D.         |
| 20 agosto 2018    | Auckland            | Nuova Zelanda       | Spark Arena                     | N.D.               | 18.800 / 20.399 | $1.655.836   |
| 21 agosto 2018    | Auckland            | Nuova Zelanda       | Spark Arena                     | N.D.               | 18.800 / 20.399 | $1.655.836   |
| Totale            | Totale              | Totale              | Totale                          | Totale             | N.D.            | N.D.         |

### Cancellazioni
| Data              | Città        | Stato        | Luogo           | Causa                    |
| Nord America      | Nord America | Nord America | Nord America    | Nord America             |
| ----------------- | ------------ | ------------ | --------------- | ------------------------ |
| 16 settembre 2017 | Buffalo      | Stati Uniti  | KeyBank Center  | Ritardi nella produzione |
| 27 settembre 2017 | Charlotte    | Stati Uniti  | Spectrum Center | Impegno della cantante   |

Note
1. ↑  Il concerto, originariamente programmato per il 9 settembre 2017, è stato posticipato a causa di ritardi nella produzione del palco.
2. ↑  Il concerto, originariamente programmato per il 7 settembre 2017, è stato posticipato a causa di ritardi nella produzione del palco.
3. ↑  Il concerto, originariamente programmato per il 10 settembre 2017, è stato posticipato a causa di ritardi nella produzione del palco.
4. ↑  Il concerto, originariamente programmato per il 18 settembre 2017, è stato posticipato a causa di ritardi nella produzione del palco.
5. 1 2  I concerti, originariamente programmato per il 12 e 13 settembre 2017, sono stati posticipati a causa di ritardi nella produzione del palco.
6. ↑  Il concerto, originariamente programmato alla Pedreira Paulo Leminski di Curitiba, è stato spostato per la forte richiesta di biglietti.
7. ↑  Il concerto, originariamente programmato al Parco olimpico, è stato posticipato per motivi sconosciuti.
8. ↑  Il concerto era parte del Witness: Coming Home.
9. ↑  Il concerto era parte del Rock in Rio Lisboa.